# ساکن صحرای سکوت
ساکن صحرای سکوت مستندی بر اساس شناختنامه شخصیتی و فرهنگی و هنری هنرپیشه ایرانی خسرو شکیبایی می‌باشد. تولید این فیلم از سال ۱۳۸۷ در زمان حیات شکیبایی به کارگردانی الهام قره‌خانی و مهرتاش مهدوی در تهران آغاز شد و سرانجام در دی ماه سال (۱۳۹۰) پایان پذیرفت.

## کارشناسان هنری
در این مستند که تهیه‌کنندگی آن را جمشید مشایخی و هادی منبتی بر عهده دارند کارشناسانی چون:آیدین آغداشلو، داکبر عالمی، داریوش مهرجویی، مسعود کیمیایی، حمید سمندریان، مرتضی احمدی، ژاله علو، احمدرضا درویش، بیژن بیرنگ، مسعود رسام، کیومرث پوراحمد، مهدی صباغ‌زاده، مجید جوانمرد، مجید جعفری، علیرضا خمسه، محمود پاک‌نیت، حسین خانی‌بیک، صدرالدین حجازی، مهرداد صدیقیان به تحلیل شخصیت هنری و اجتماعی خسرو شکیبایی می‌پردازند. 

## موسیقی
علیرضا عصار خواننده ایرانی نیز به یاد خسرو شکیبایی از اشعار شفیعی کدکنی را اجرا می‌کند. 

## گویندگان
گویندگان متن و اشعار موجود در این مستند هنری عبارتند از:
- مهران مدیری
- نیکی کریمی
- رامبد جوان
- شهاب حسینی
- رضا رشیدپور
- ژاله علو

## عوامل فیلم
- کارگردان: الهام قره‌خانی - مهرتاش مهدوی
- تهیه کننده: جمشید مشایخی - هادی منبتی
- نویسنده: الهام قره خانی
- مدیر تولید: سام مشایخی
- تصویربردار: مهرتاش مهدوی
- تدوین: امین عابدی - هیمن بهرامی
- طراح پوستر و موارد گرافیکی: حسین زارعی
- دستیار کارگردان: علی زارعی نمینی
- محصول مؤسسه تصویر شهر (معاونت هنری سازمان فرهنگی و هنری شهرداری تهران)